# Скот Сиглър
Скот Сиглър (на английски: Scott Sigler) е американски продуцент, актьор и писател на бестселъри в жанра научна фантастика и хорър.

## Биография и творчество
Скот Карл Сиглър е роден на 31 ноември 1969 г. в Шебойган, Мичиган, САЩ. Завършва Оливет Колидж с бакалавърска степен по журналистика и университета Клиъри с бакалавърска степен по маркетинг. След дипломирането си работи в различни вестници в Мичиган, като маркетинг консултант, директор на маркетинга за софтуерна компания, и др.
Първият му разказ „Number One with a Bullet Number One with a Bullet“ е публикуван през 1997 г.
През 2001 г. е публикуван хорър романът му „Земно ядро“. Корпорацията „Земно ядро“ ръководена от младия изпълнителен директор Конъл Къркланд разработва в Юта огромно находище от платинени залежи. Но то е разположено на дълбочина 5 километра, силно нажежено е,... и крие нещо чудовищно от векове. Романът става бестселър и го прави известен.
През 2005 г. прави собствен онлайн сайт, чрез който публикува аудиокниги на произведенията си като сериализирани подкасти. Всяка седмица те се пускат безплатно и неговите фенове, наричани „Junkies“, са изтеглили над 30 милиона отделни епизоди.
Романът му „Ancestor“ (Прародител) е издаден през 2007 г. Група учени биоинженери и генетици под ръководството на д-р Клаус Румкоф работи на отдалечен остров в езеро за създаването на прародител на всички животни, който да има човешки органи да служи за трансплантация. Но резултатът е неочакван зъл и гладен звяр, който заплашва да унищожи цивилизацията. Издаден като електронна книга романът става бестселър №1 в жанра на научната фантастика.
През 2008 г. е издадена първата му книга „Заразен“ от едноименната поредица. Агентът на ЦРУ Деу Филипс и емидемиологът Маргерат Монтоя се борят с времето и чудовищна зараза причинена от биоинженерин вирус, която прави заразените брутални и параноични убийци. Бившият футболист звездата Пери Доузи е заразен и чувства, че паразитът не само го разболява, но и „иска“ нещо от него. По романа Скот Сиглър прави собствен видеофилм.
През 2015 г. е издаден първият му роман „Alive“ от поредицата „Поколения“. Група тийнейджъри се събуждат в мистериозен коридор без спомени кои са и как са попаднали там. Единствената им надежда е несломимата Савидж, която трябва да ги доведе не само до отговори, но до оцеляване.
Скот Сиглър живее със семейството си в Сан Диего.

## Произведения

### Самостоятелни романи
- Earthcore (2001)
Земно ядро, изд.: ИК „Бард“, София (2009), прев. Виолета Петрова
- Ancestor (2007)
- Nocturnal (2012)

### Серия „Тиха смърт, следващото хилядолетие“ (Silent Death, the Next Millennium)
1. Sigurd Archdiocese (1997)
2. Asp Technocracy (1998)

### Серия „Криптата“ (The Crypt)
1. The Crew (2008)
2. Shakedown (2010)

### Серия „Заразен“ (Infected)
1. Infected (2008)
2. Contagious (2008)
3. Pandemic (2013)

### Серия „Галактическа футболна лига“ (Galactic Football League)
1. The Rookie (2009)
2. The Starter (2010)
3. The All-Pro (2011)
4. The MVP (2012)
5. The Champion (2014)

### Серия „Цвят“ (Color)
1. Blood Is Red (2011)
2. Bones Are White (2012)

### Серия „Поколения“ (Generations)
1. Alive (2015)
2. Alight (2016)
3. Alone (2016)

### Разкази
- Number One with a Bullet (1997)
- Splashing Contest (1998)
- Hero (2006)
- Chuckles Mulrooney, Attorney for the Damned (2006)
- Bag Man (2006)
- Iowa Typhoon (2007)
- The Fifth Day of Deer Camp (2014)
- Complex God (2014)
- The Case of the Haunted Safeway (2014)
- Nosferatu, Brutus? (2014)
- The Sixth Day of Deer Camp (2014)
- The Seventh Day of Deer Camp (2015)
- Those Gaddam Cookies (2016)

### Екранизации
- 2008 Infected
- 2008 Stranger Things – ТВ сериал, история 1 епизод
- 2008 Contagious – кратък видео филм
- 2010 Scott Sigler: Ancestor – кратък видео филм
- 2012 Nocturnal: No Monsters Were Harmed
- 2013 Pandemic: Book III in the Infected Trilogy